# Центральний університет Венесуели
Центральний університет Венесуели (ісп. Universidad Central de Venezuela, UCV) — головний публічний університет Венесуели, розташований більшою частиною в Каракасі. Заснований 1721 року, є найстарішим університетом Венесуели та одним із найстаріших у Західній півкулі.

## Структура
Нині університет складається з 11 факультетів (Facultades), які поділяються на 40 кафедр (Escuelas) відповідно до спеціалізацій.
На всіх факультетах навчання триває 5 років, магістратура — 2 роки, а щоб здобути докторський ступінь, потрібно навчатись ще 3—4 роки. Факультет післядипломної освіти було засновано 1941 року, за цей час з нього випустились 109 магістрів і 40 докторів наук.

### Факультети

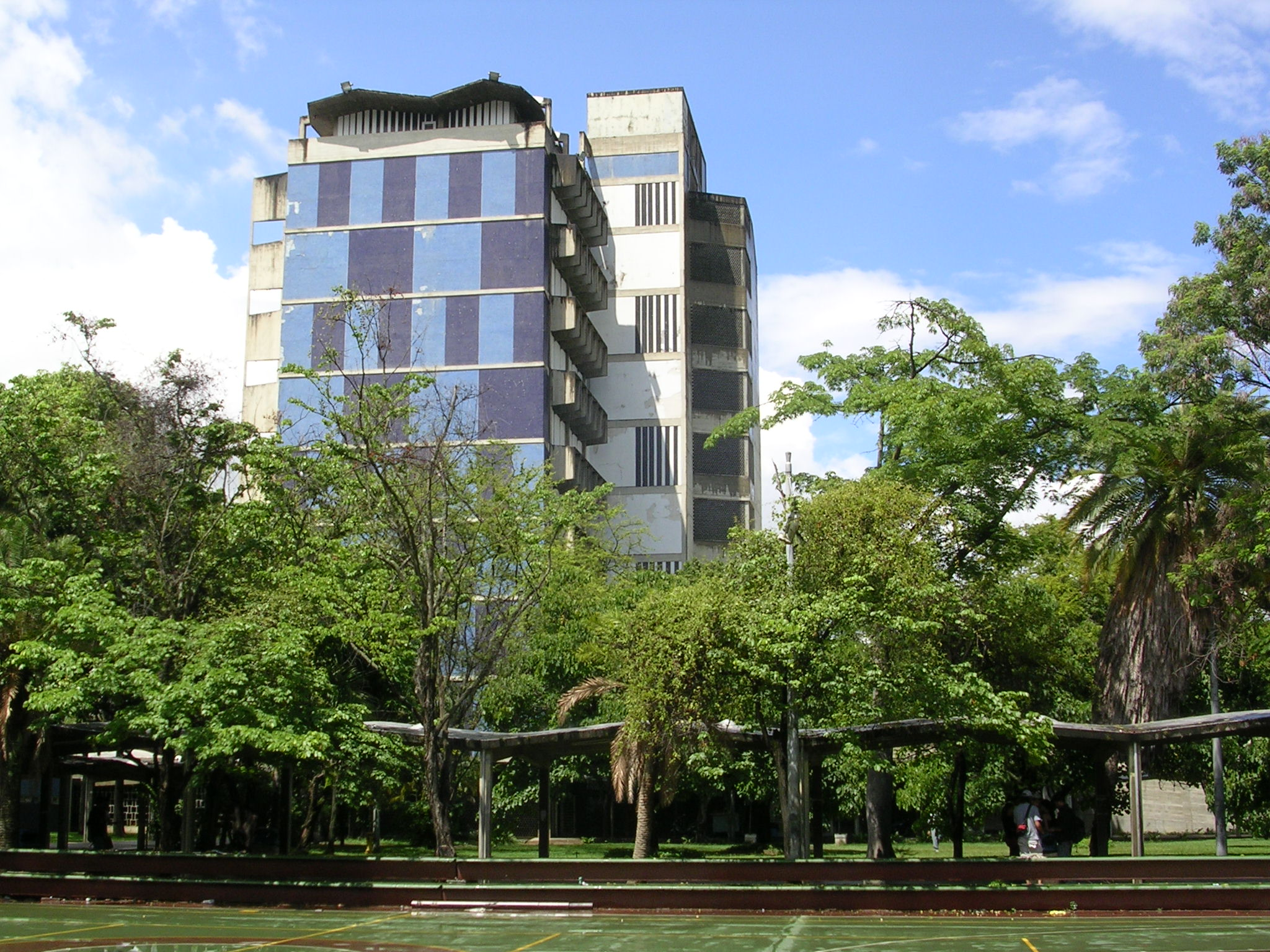
Факультет архітектури

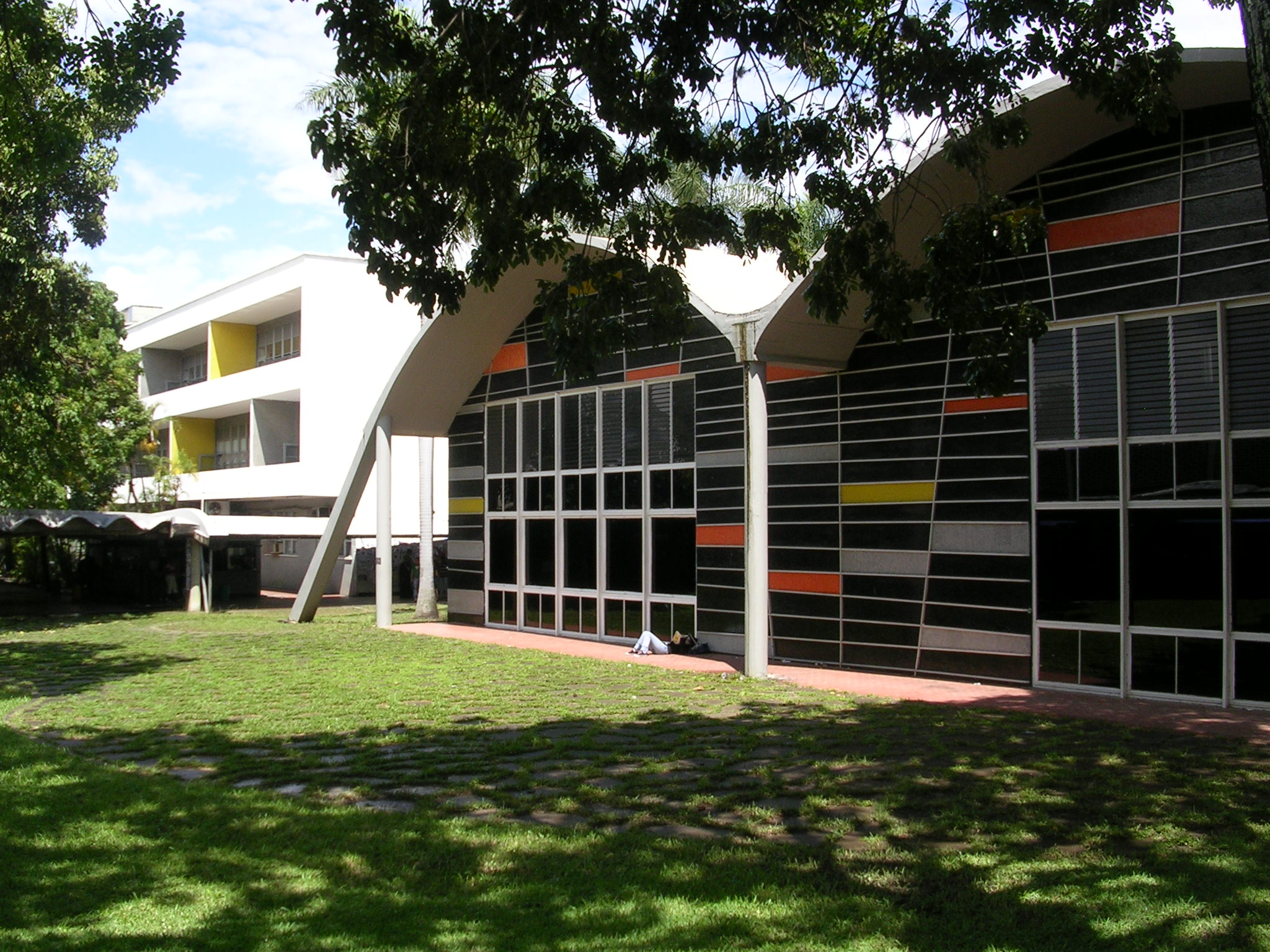
Інженерний факультет

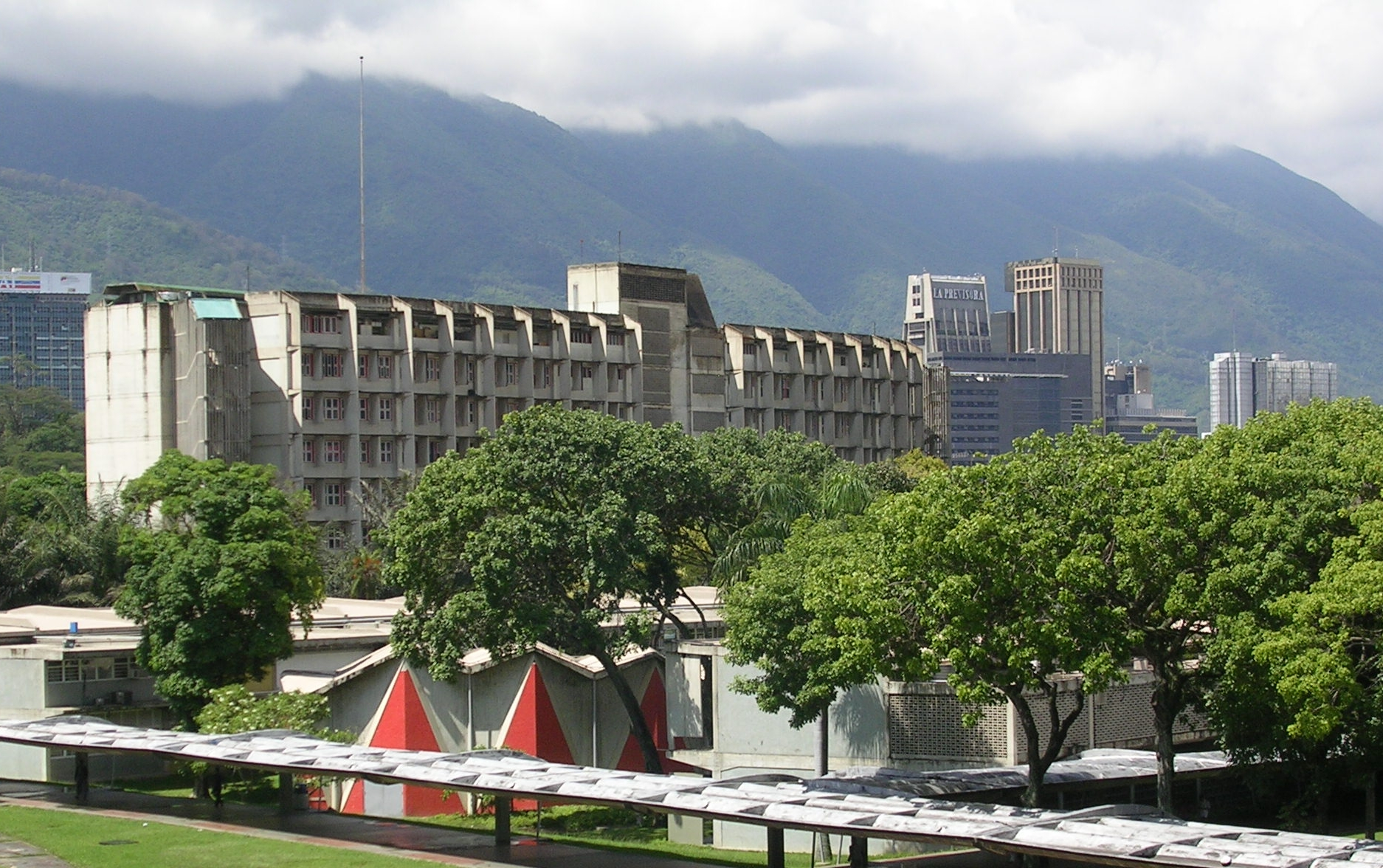
Факультет гуманітарних, соціальних наук та економіки

- Архітектури та міського планування[6]
- Агрономічний[7]
- Інженерний[8]

| - Цивільна техніка - Геодезична техніка - Електротехніка | - Гідрометеорологічна техніка - Геофізична техніка - Геологічна техніка | - Гірнича техніка - Металургійна техніка - Механіка | - Нафтова промисловість - Хімічна промисловість |

- Гуманітарних наук та педагогіки[9]

| - Мистецтво - Педагогіка - Історія | - Бібліотечна справа - Література - Географія | - Філософія - Психологія - Соціальні зв'язки | - Сучасні мови |

- Права й політології[10]

| - Право | - Політологія |

- Медичний[11]

| - Біоаналіз - Медицина - дДєтологія | - Догляд |

- Соціальних наук та економіки[12]

| - Антропологія - Управління - Економіка | - Міжнародні відносини - Статистика - Соціологія | - Соціальна праця |

- Стоматологічний[13]
- Фармакологічний[14]
- Науковий[15]

| - Біологія - Хімія - Інформатика | - Геохімія - Фізика - Математика |

- Ветеринарний[16]

## Рейтинг досліджень

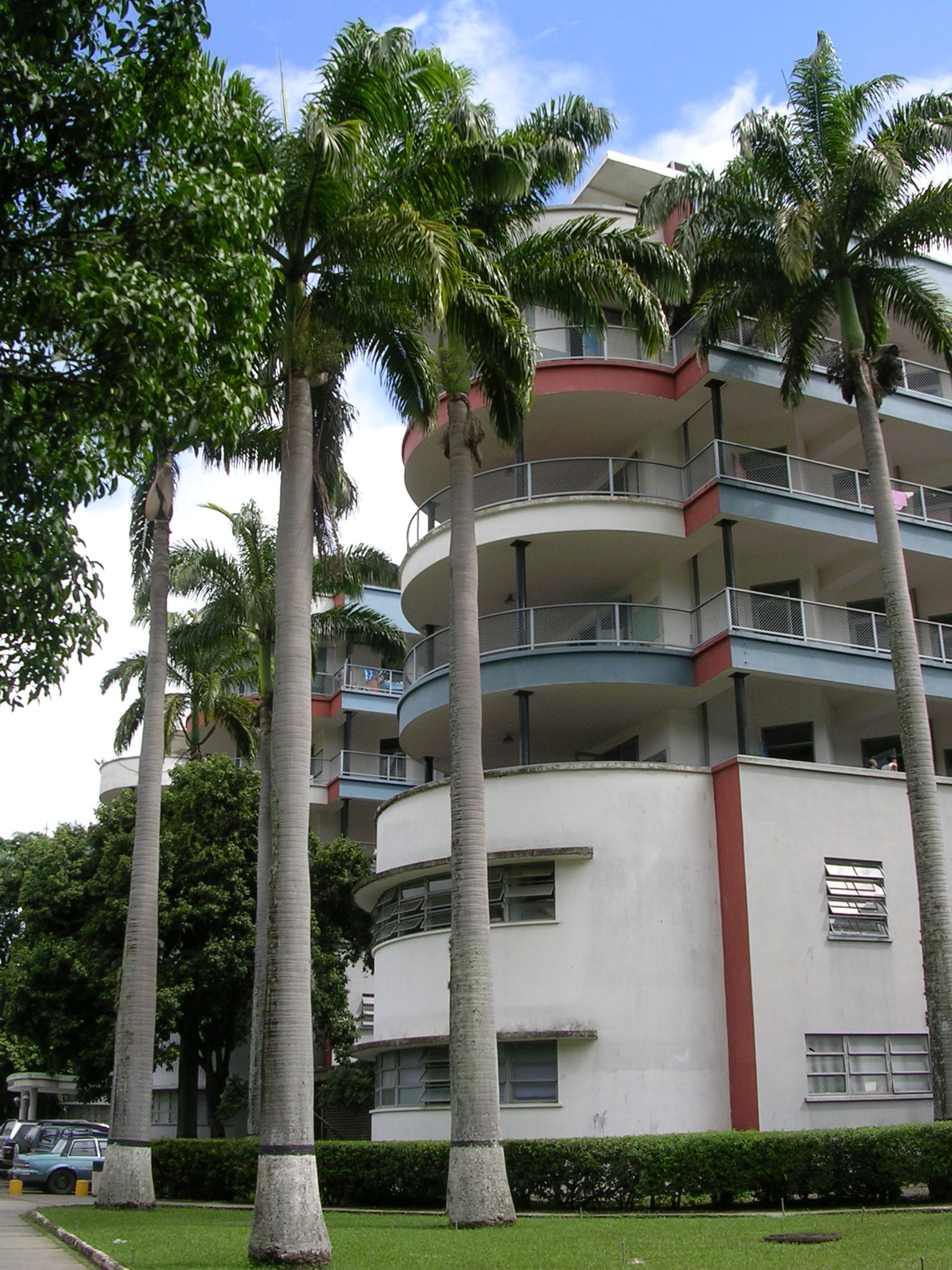
Університетська лікарня

Рейтинг Iberoamericano de Instituciones de Investigacion, створений Інститутом наукової інформації, поставив Центральний університет Венесуели на першу позицію за важливістю наукових досліджень у країні та на 20-у — в Латинській Америці.
Місця в «Рейтингу» за галузями науки:
- 8-ме місце з права[18]
- 10-те місце у соціальних науках[19]
- 12-те місце з психології та педагогіки[20]
- 15-те місце з фізіології та фармакології[21]
- 16-те місце з філології та філософії[22]
- 16-те місце з харчових технологій[23]
- 18-те місце з математики[24]
- 18-те місце з медицини[25]
- 21-ше місце з біотехнологій[26]
- 21-ше місце з історії та мистецтв[27]
- 22-ге місце з архітектури й цивільної техніки[28]
- 22-ге місце з молекулярної біології[29]

2010 року, відповідно до даних URAP, університет став найкращим у Венесуелі та 805-м у світі.
Світовий рейтинг університетів 2012 року розмістив UCV на 33-му місці серед латиноамериканських університетів.

## Видатні випускники

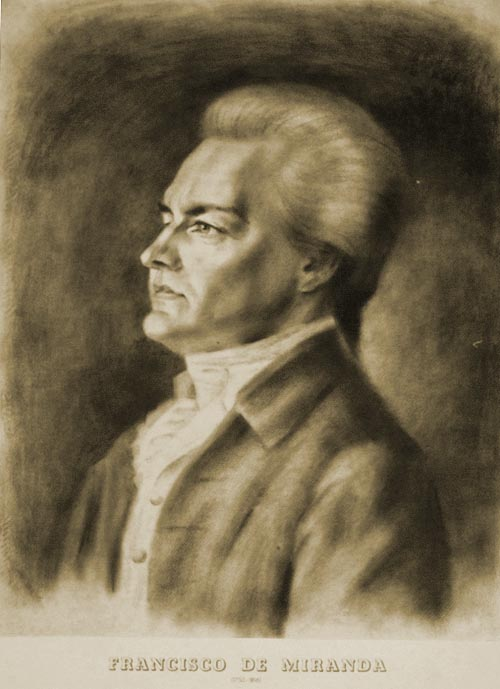
Франсіско де Міранда

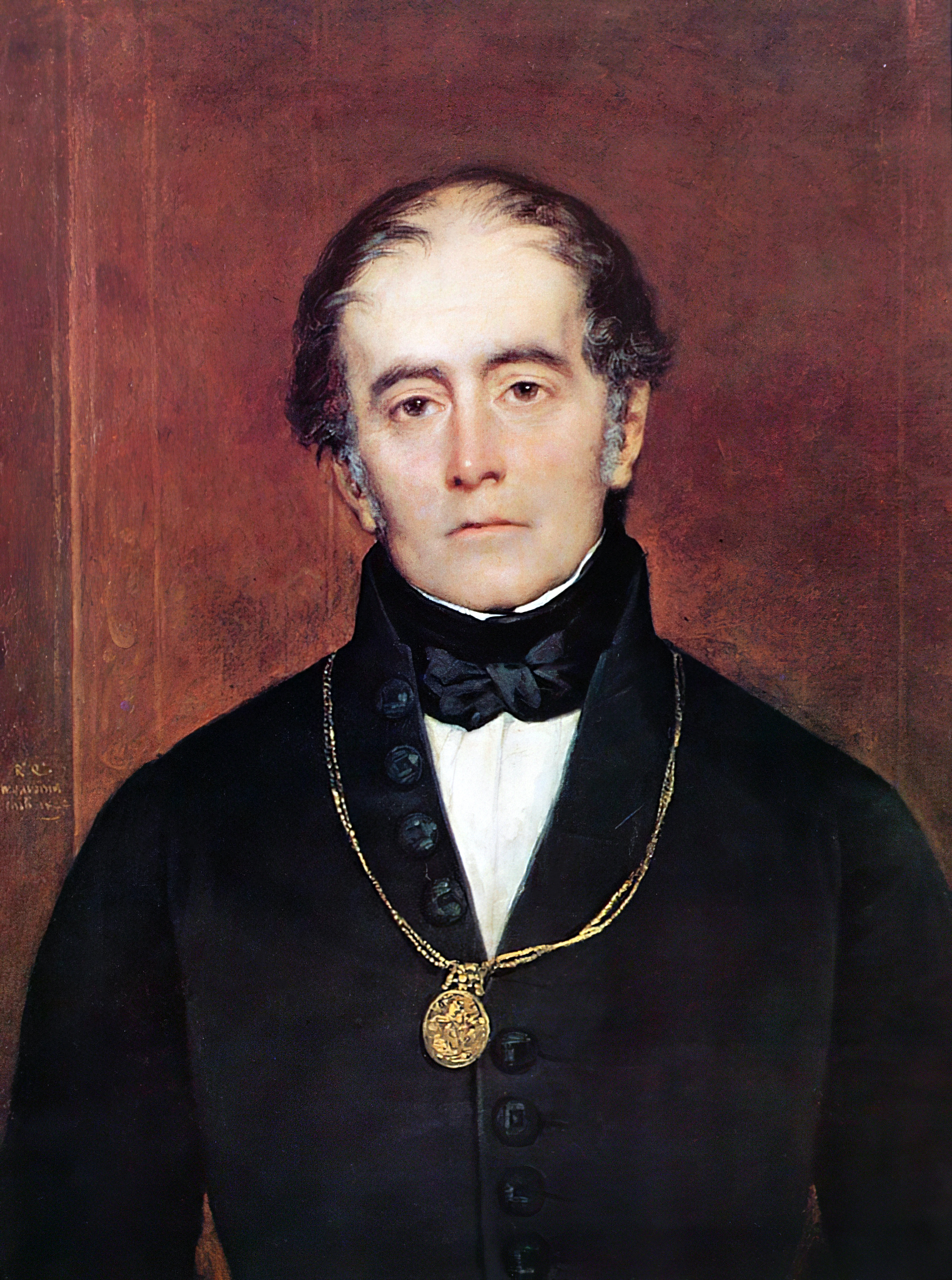
Андрес Белло

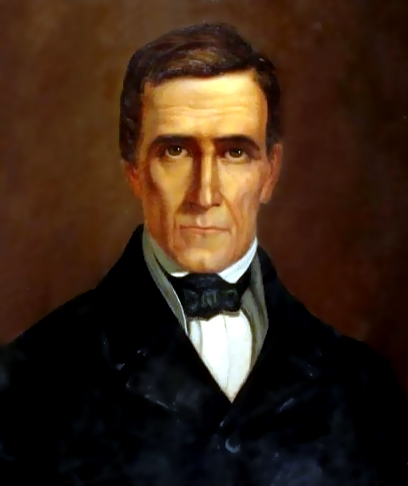
Хосе Марія Варгас

### Гуманісти
- Франсіско де Міранда (1750—1816) — генерал, політичний діяч; учасник американської, французької та південноамериканської боротьби за незалежність.
- Андрес Бельо (1781—1865) — поет, юрист, філософ, педагог і філолог.
- Хуан Ерман Роскіо (1763—1821) — юрист, один з авторів Венесуельської декларації незалежності.
- Андрес Елой Бланко (1896—1955) — поет.
- Мігель Отеро Силва (1908—1985) — письменник, журналіст, співзасновник газети El Nacional.
- Марія Тереса Кастільйо (1908—2012) — журналістка, активістка, політик.
- Альберто Баррера Тижка (1960) — письменник.

### Науковці
- Лісандо Альварадо (1858—1929) — етнограф, лінгвіст.
- Хосе Грегоріо Ернандес (1864—1919) — фізик.
- Едуардо Роль (1891—1959) — натураліст.
- Альфредо Ян (1867—1940) — інженер, антрополог.
- Хосе Гонсалес-Ландер (1933—2000) — інженер, головний конструктор метро Каракаса.

### Політики
- Альфредо Пенья (нар. 1944) журналіст, член конституційної асамблеї, яка розробила конституцію 1999 року, мер Каракаса (2000).
- Теодоро Петков (нар. 1932) — конгресмен, співзасновник політичної партії Рух за соціалізм, теперішній редактор газети «Tal Cual».
- Алі Родрігес (нар. 1937) — генеральний секретар ОПЕК (2000).
- Ірен Саес (нар. 1961) — мер Чакао, губернатор Нуева-Еспарта, Міс Всесвіт 1981 року.

### Президенти Венесуели
- Хосе Марія Варгас — також ректор і професор університету (1835—1836).
- Андрес Нарварте (1836—1837).
- Педро Гуаль (1859, 1861).
- Гільєрмо Тель Вільєгас (1868—1869, 1870, 1892).
- Гільєрмо Тель Вільєгас Пулідо (1892).
- Антоніо Гусман Бланко (1879—1884).
- Раймундо Андуеса Паласіос (1890—1892).
- Хосе Гіл Фортуль (1913—1914).
- Хуан Баутіста Перес (1929—1931).
- Ромуло Бетанкур (не завершив) (1945—1948).
- Ромуло Гальєгос (не завершив) (1948).
- Ерман Суарес Фламеріх (1950—1952).
- Едгар Санабріа (1959).
- Рауль Леоні (не завершив) (1964—1969).
- Рафаель Кальдера (1969—1974, 1994—1999).
- Карлос Андрес Перес (не завершив) (1974—1979, 1989—1993).
- Луїс Еррера Кампінс (не завершив) (1979—1984).
- Хайме Лусінхі (1984—1989).
- Рамон Хосе Веласкес (1993—1994).

## Карти
- UNIVERSIDAD CENTRAL DE VENEZUELA. 1981: «„Plano de Ubicación de las obras de arte de la Ciudad Universitaria de Caracas“». Universidad Central de Venezuela. Caracas — Venezuela.

## Фото
- GoogleMaps

10°29′18″ пн. ш. 66°53′27″ зх. д. / 10.4884° пн. ш. 66.8907° зх. д.